# Vouillé (Deux-Sèvres)
Vouillé è un comune francese di 3 344 abitanti situato nel dipartimento delle Deux-Sèvres nella regione della Nuova Aquitania.

## Società

### Evoluzione demografica
Abitanti censiti